# مارکوویچه
مارکوویچه (به لاتین: Markowicze) یک روستا در لهستان است که در گمینا کشنژپول واقع شده‌است. مارکوویچه ۲۵۸ نفر جمعیت دارد.